# Dulcie Holland
Dulcie Sybil Holland (født 5. maj 1913 i Sydney, Australien - død 21. maj 2000) var en australsk komponist, pianist og lærer.
Holland studerede komposition og klaver på Musikkonservatoriet i Sydney (1929) hos bl.a. Alfred Hill.
Hun studerede på Royal College of Music i London (1939) hos John Ireland.
Hun har skrevet en symfoni, orkesterværker, kammermusik, strygerkvartet, sonater etc.

## Udvalgte værker
- Symfoni "For fornøjelsen" (1974) - for orkester
- Trio (1944) - for violin, cello og klaver
- Sonate (19?) - for klaver